# Galictis
A Galictis vagy grizon az emlősök (Mammalia) osztályának ragadozók (Carnivora) rendjébe, ezen belül a menyétfélék (Mustelidae) családjába és a zorillaformák (Ictonychinae) alcsaládjába tartozó nem.

## Megjelenésük
A grizonok kontrasztos színezetük miatt feltűnőek; arcuk, mellkasuk, lábaik feketék, hátuk, oldalaik és farkuk a nagy grizon (Galictis vittata) esetében szürke, míg a kis grizonnál (G. cuja) sárgásszürke. Mindkét fajnál a fekete alsó részt a homloktól a vállakig fehér csík választja el a világos felső résztől. A legtöbb menyétféléhez hasonlóan a grizonok teste is hosszúkás, lábaik rövidek, a kis grizon kissé tömzsibbnek tűnik. A nagy grizon fej-testhossza 48-55 centiméter, súlya 1,4-3,3 kilogramm, a kis grizon fej-testhossza 28-51 centiméter, súlya pedig 1,0-2,5 kilogramm; a farok hossza mindkét fajnál körülbelül 15 centiméter.

## Elterjedésük, élőhelyük
A grizonok Közép- és Dél-Amerikában élnek. A nagy grizon Mexikótól Délkelet-Brazíliáig terjedt el, míg a kis grizon csak Dél-Perutól Argentínáig. Egyik faj sem válogat az élőhelyek között, esőerdőkben, egyéb erdőkben és füves pusztákon egyaránt előfordulnak. A kis grizon különösen a hegyvidékeken fordul elő.

## Életmódjuk
A grizonok nappal és éjjel egyaránt aktívak, de leginkább alkonyatkor tevékenykednek. Fák gyökerei alatt, hasadékokban, üreges fatörzsekben vagy más állatok, például pampaszinyulak elhagyott odúiba húzódnak vissza pihenni, ugyanakkor saját maguk is készíthetnek odút. A földön és a fákon egyaránt fürgék, emellett jól másznak és úsznak. Életmódjuk nagy vonalakban megegyezik a görényekével. Habár többnyire egyedül vadásznak, időnként párban vagy családi csoportokban fordulnak elő.
Mindenevők, de főleg kisemlősökkel táplálkoznak. Zsákmányai közé tartoznak például az egerek, agutik, csincsillák és pampaszinyulak, emellett madarakat és tojásaikat, hüllőket, gerincteleneket és gyümölcsöket is esznek.
A vemhesség körülbelül 40 napig tart, az alom mérete 2-4 kölyök.

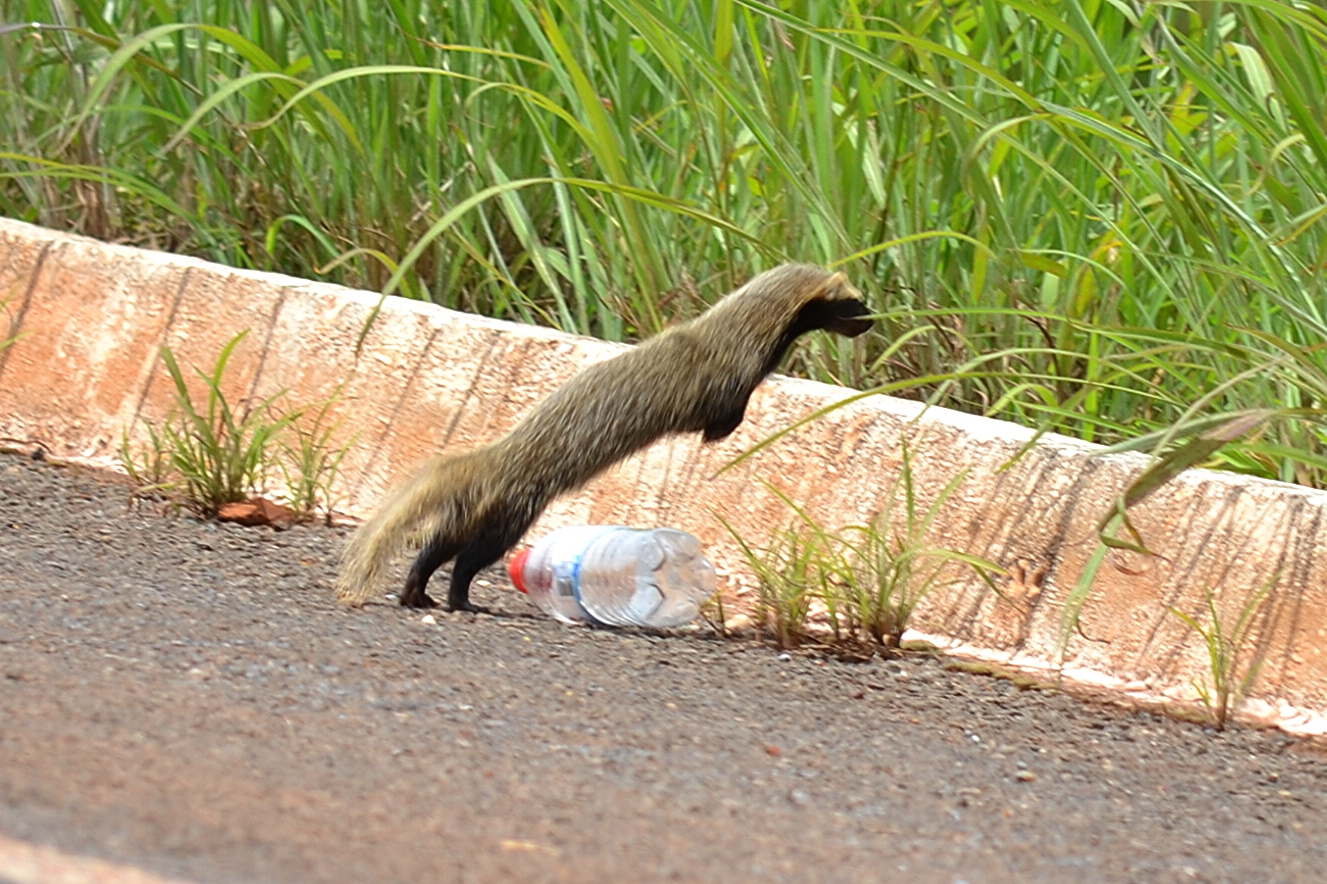
A grizonok jó ugrók
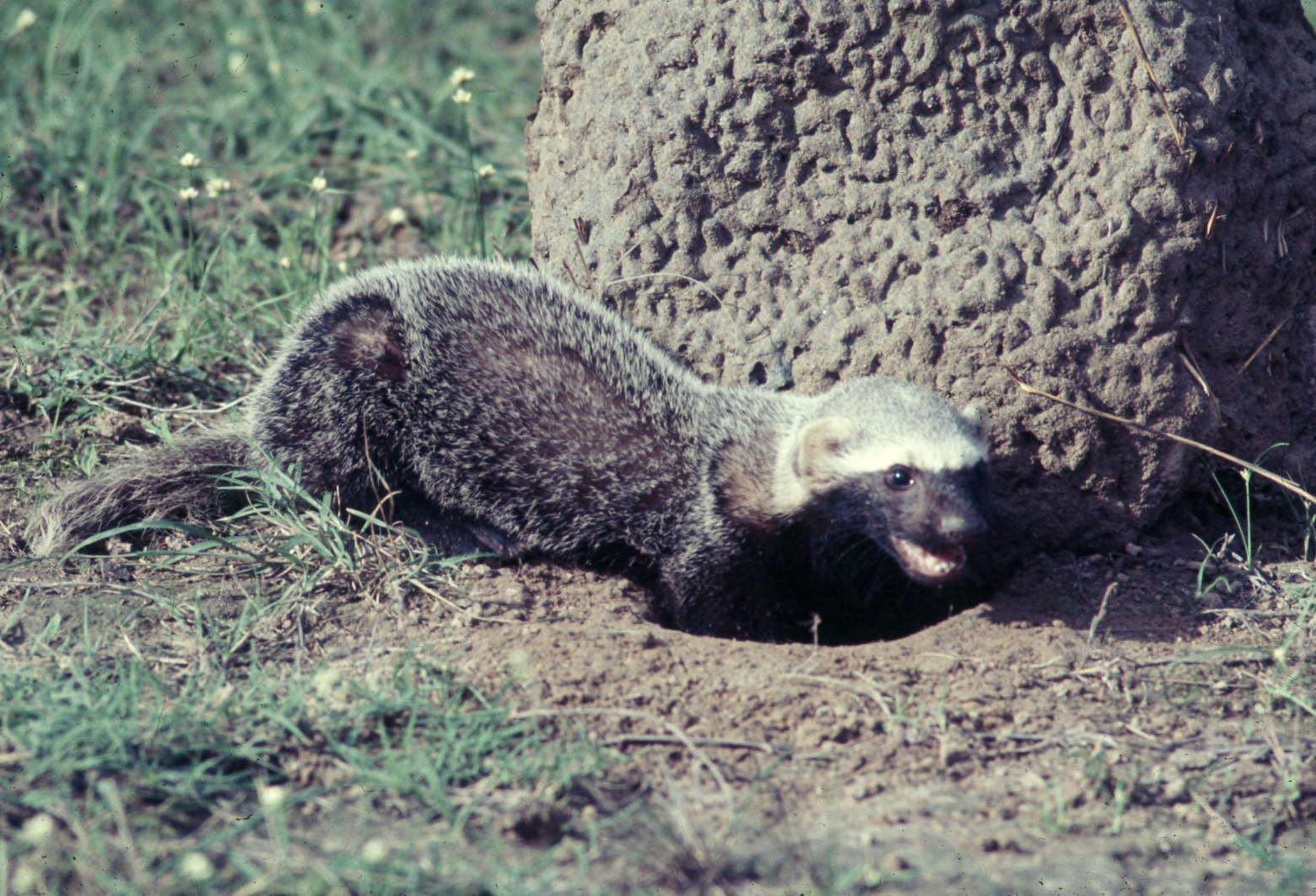
A természetes üregek mellett sajátot is készíthetnek

## Rendszerezés
A nembe az alábbi 2 faj tartozik:
- kis grizon (Galictis cuja)
- nagy grizon (Galictis vittata) – típusfaj

## Képek

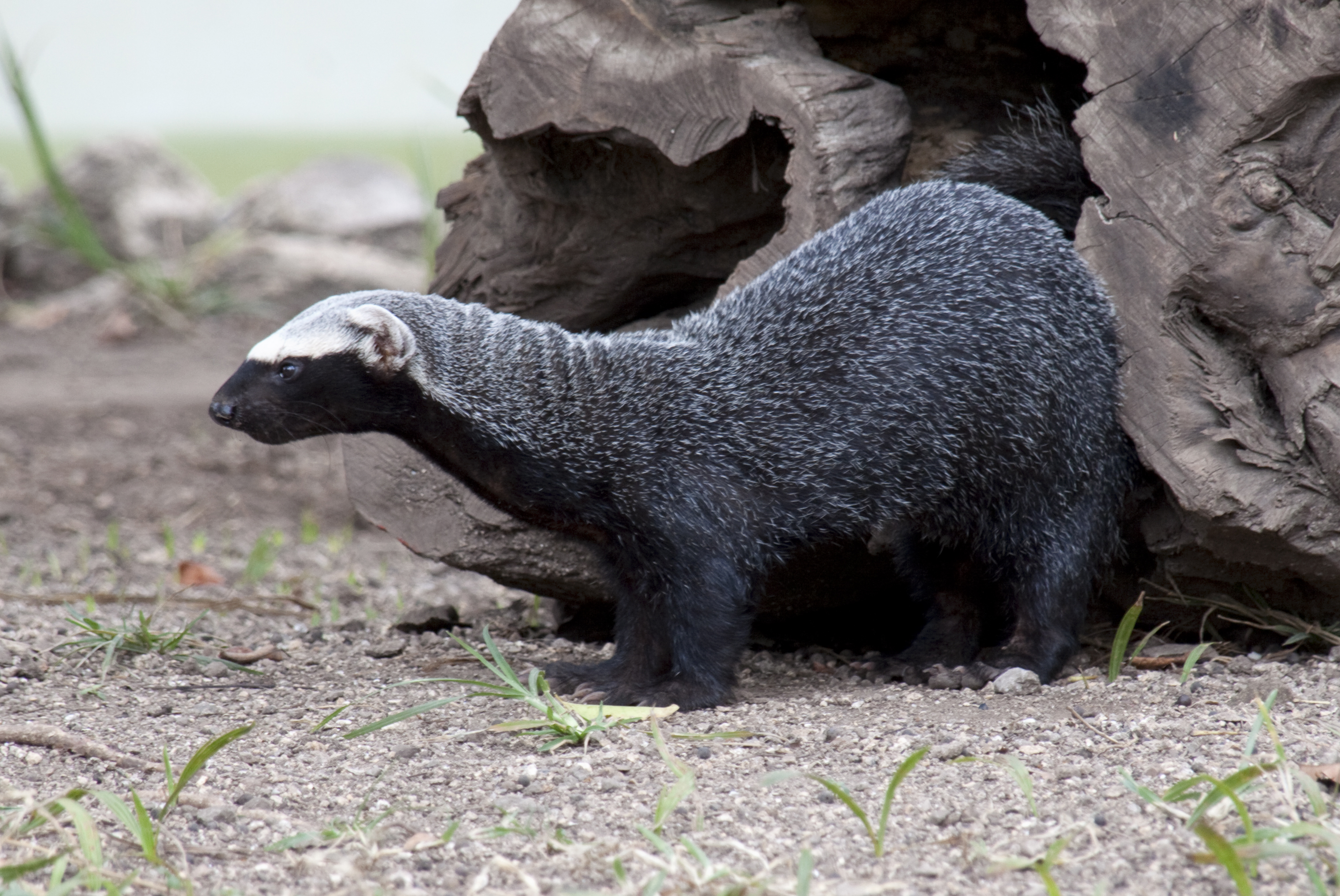
Nagy grizon (G. vittata)
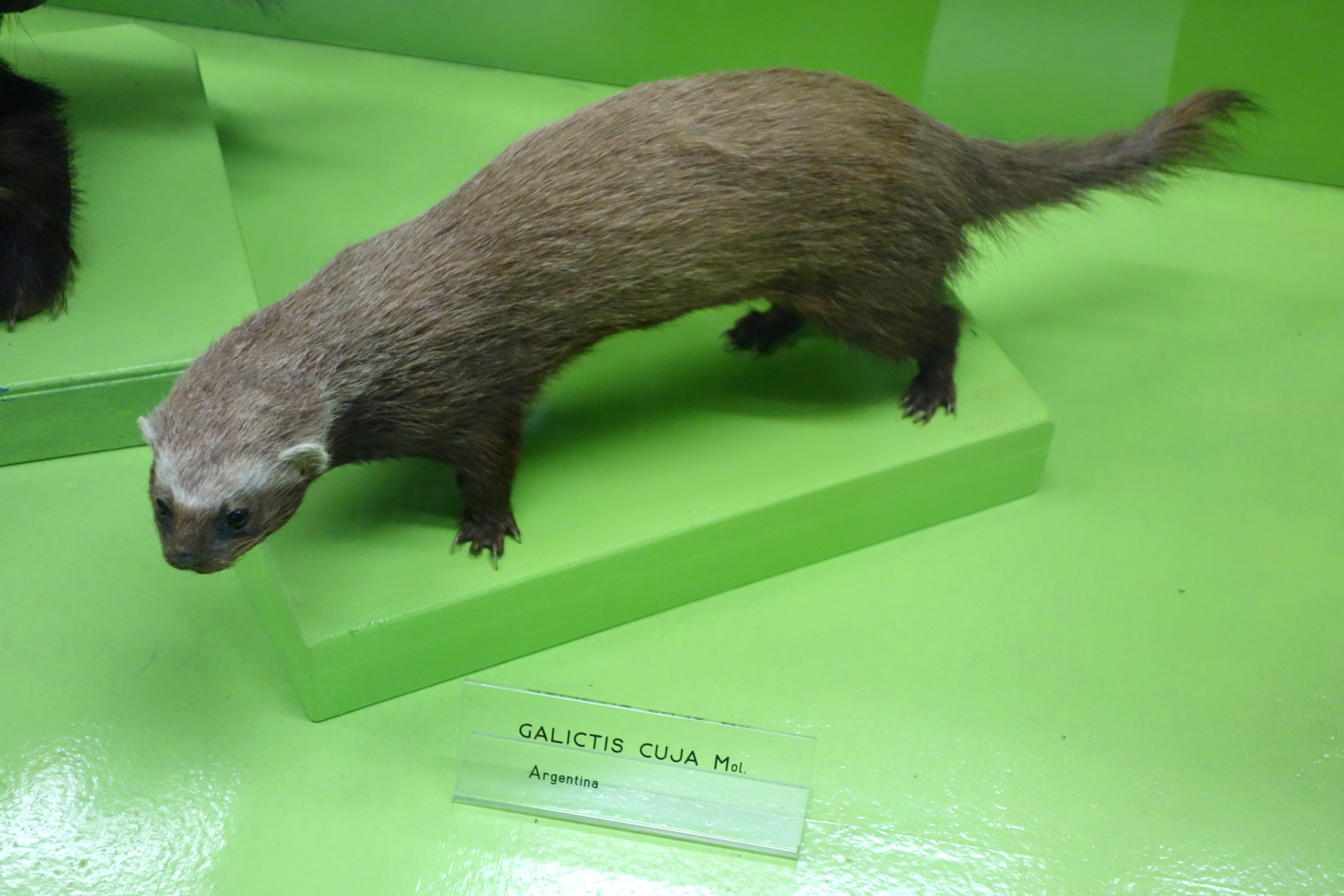
Kitömött kis grizon (G. cuja)
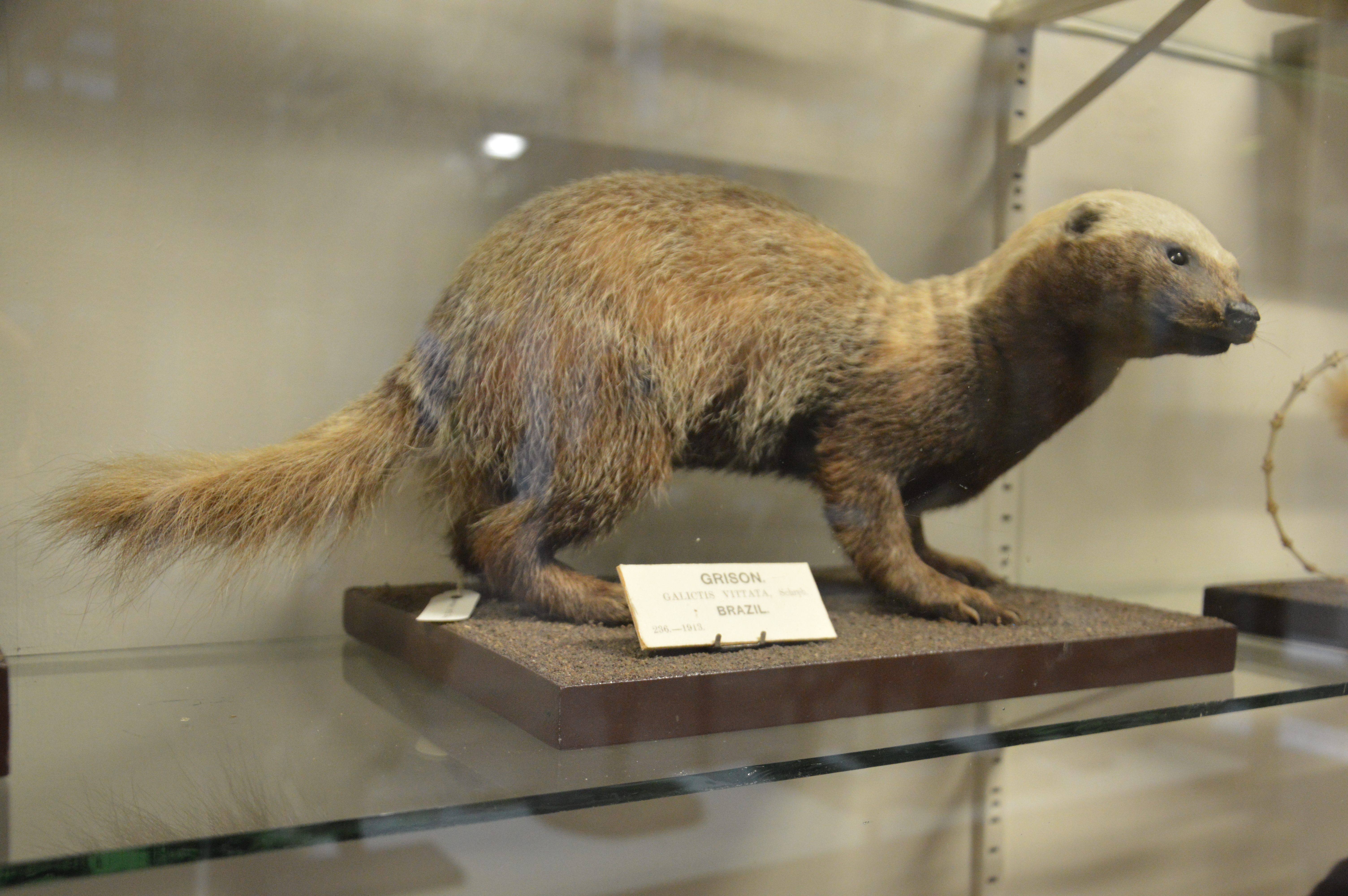
Kitömött nagy grizon
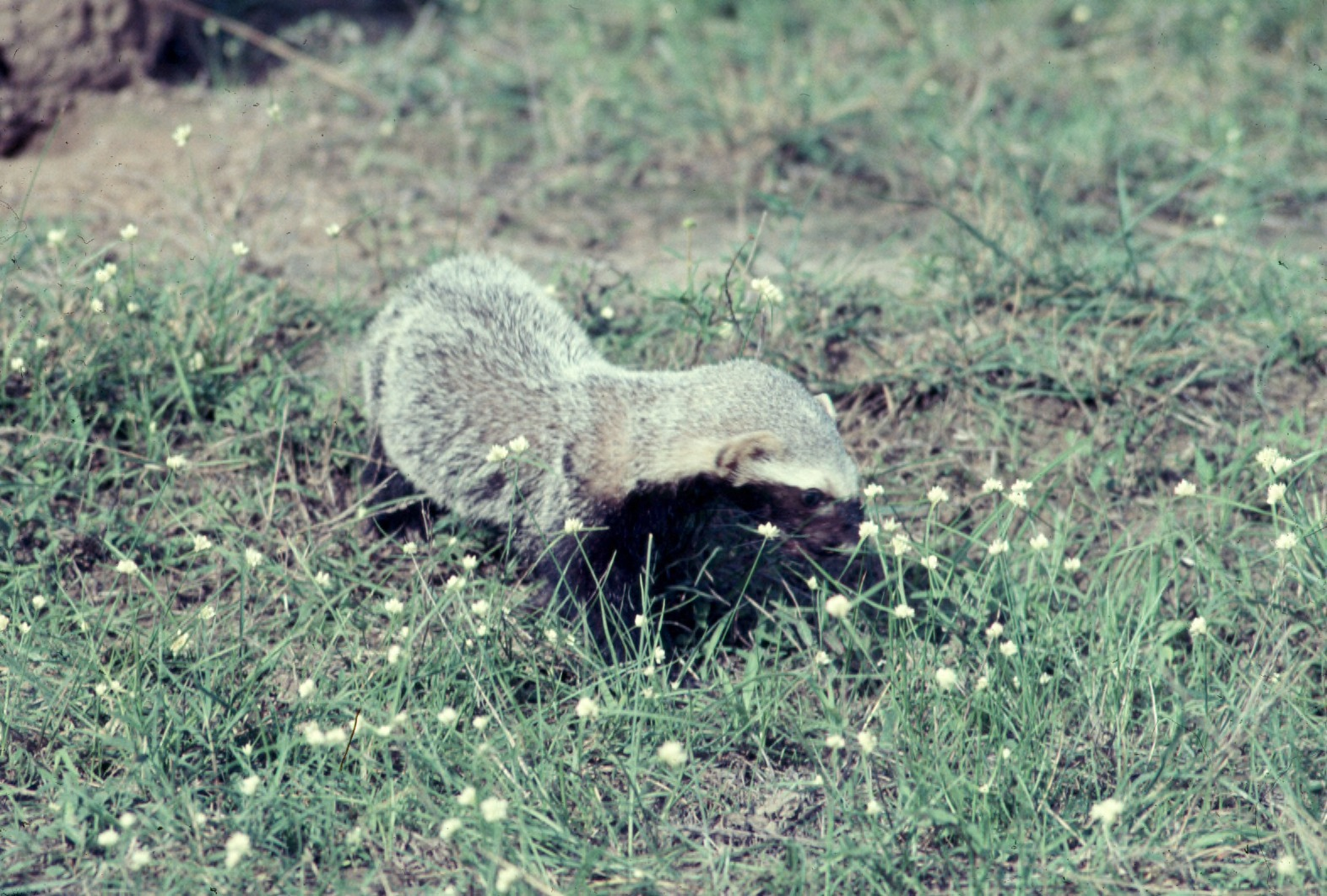